# Острова Верховского
Острова Верховского — небольшие острова в западной части залива Петра-Великого Японского моря, образованы двумя группами остроконечных гранитных голых скал красноватого цвета, расположенных соответственно 4,4 и 5,5 км к северо-востоку от острова Рейнеке. Высота наибольшего из островов 27,3 м. С больших расстояний острова Верховского имеют вид двух групп кекуров. Иногда, ближнюю к Рейнеке группу кекуров называют Малые Верховского, дальнюю — Большой Верховский, так как фактически это один остров с примыкающими к нему надводными осыхающими камнями. Административно входят в состав города Владивостока и принадлежат Дальневосточному морскому заповеднику. Поверхность Большого острова покрыта травянистой растительностью. На самом большом кекуре малой группы скал растительность встречается лишь местами, на голых гранитных скалах распространены суккулентные формы, берущие влагу из морских туманов, мороси и накапливающие её в мясистых листьях. Гнездовья чаек. Острова Верховского одни из самых далёких от ближайшей суши (мористых) островов в Приморье. В результате, вода у берегов очень прозрачна. Окружены более чем сорокаметровыми глубинами, являются одним из популярных районов для дайвинга.

## История
Острова Верховского впервые были обнаружены французскими и английскими моряками в начале 1850-х годов. В 1862—1863 годы обследованы экспедицией подполковника Василия Бабкина. Тогда же были названы в честь члена экипажа корвета «Калевала» лейтенанта Владимира Павловича Верховского. Вторично были сняты экспедицией подполковника корпуса флотских штурманов Алексея Семёновича Стенина в 1886 году.
В советское время острова являлись частью погранзоны и доступ на них был ограничен. В 1978 году стали частью Дальневосточного морского заповедника. В начале 1990-х их открыли для посещения туристами. В южной части Большого острова построен автоматический маяк. В конце 90-х на одной из скал была установлена мемориальная доска в память о погибшем аквалангисте.